# Найки (язык)
Найки (юго-восточный колами) — язык народа найки, относящийся к дравидийской семье языков. Распространён в Индии в штате Андхра-Прадеш. Народ найки относится к адиваси — аборигенным народам Индии. Лексика языка найки на 61–68 % совпадает с лексикой близкородственного языка колами, но взаимопонимание отсутствует.